# ایستگاه متروی دادگستری

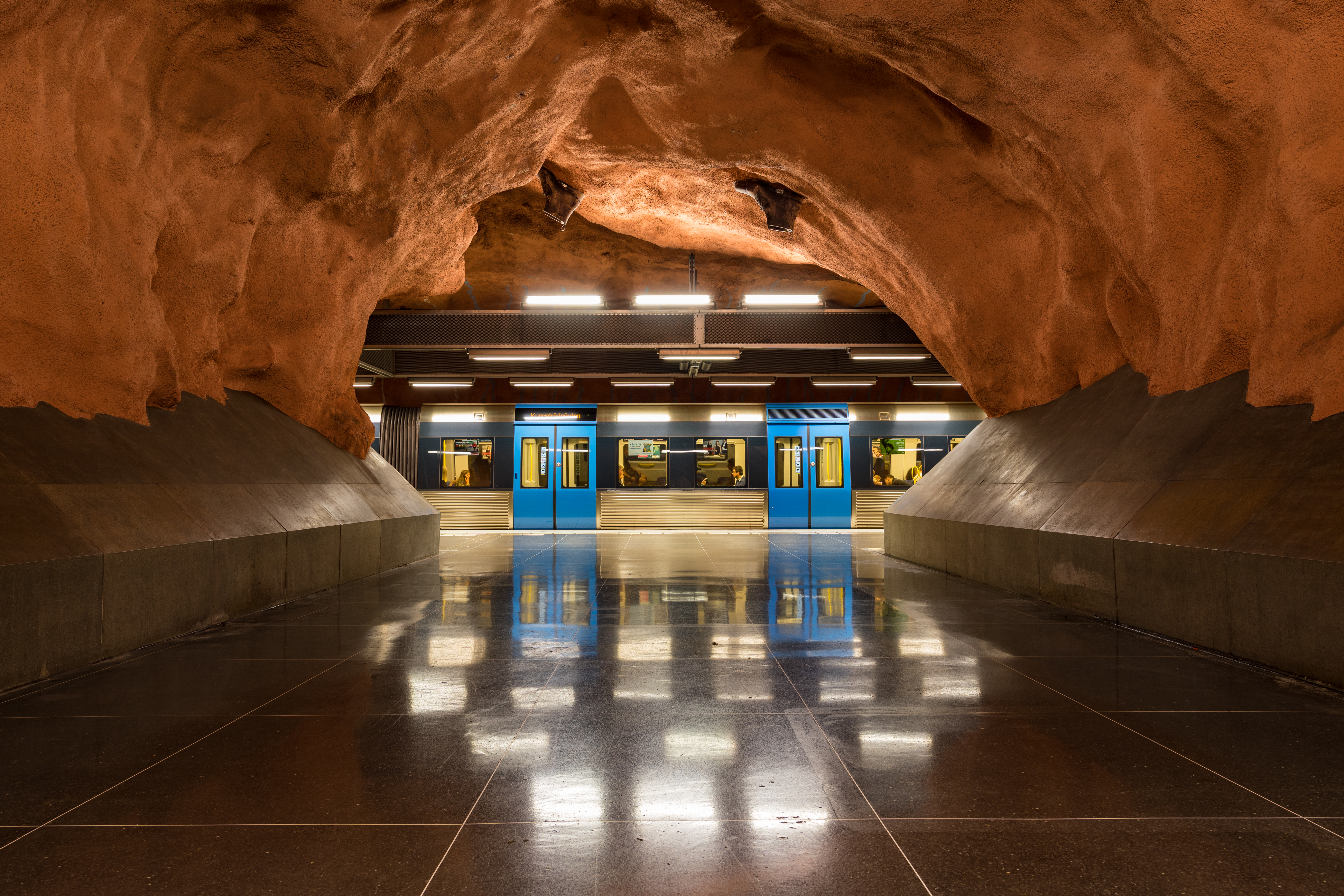
ایستگاه متروی دادگستری، یکی از ایستگاه‌های خط آبی متروی اسُتکهُلم است.

ایستگاه متروی دادگستری (سوئدی: Rådhuset tunnelbanestation) یک ایستگاه حمل و نقل سریع واقع در کونگزهولمن، استکهلم است. این ایستگاه در خط آبی قرار دارد و در ۳۱ اوت ۱۹۷۵ افتتاح شده است.
در دهه‌های ۶۰ و ۷۰ میلادی، سنگ‌های داخل راه‌روهای چند ایستگاه خط آبی متروی استکهلم با استفاده از افشانه، با لایه‌هایی از بتن پوشانده شدند که حالتی شبیه «غار» به فضای داخلی ایستگاه بخشیده است. همان‌طور که نام ایستگاه نشان می‌دهد ساختمان دادگستری درست بالای ایستگاه در دسترس خواهد بود، همچنین ساختمان شهرداری استکهلم و مقر پلیس نیز توسط این ایستگاه قابل دسترسی هستند.